# IrDA
IrDA (Infrared Data Association) defineix un estàndard físic en la forma de transmissió i recepció de dades por raigs infraroigs. IrDA fou creat el 1993 per Hewlett-Packard, IBM, Sharp Corporation i altres fabricants.
Aquesta tecnologia està basada en raigs lluminosos que es mouen en l'espectre infraroig. Els estàndards IrDA són compatibles amb una àmplia gamma de dispositius elèctrics, informàtics i de comunicacions, i permeten la comunicació bidireccional entre dos extrems a velocitats que oscil·len entre els 9,6 i els 4 Mbps.
IrDA fou popular en els ordinadors portàtils i de sobretaula a finals dels anys 90 del segle XX i començaments del segle xxi, però ha estat desplaçada per altres tecnologies sense fils com ara WiFi i Bluetooth, que permeten la transmissió encara que hi hagi obstacles entre l'emissor i el receptor, permetent així la utilització de maquinari com ara ratolins i teclats. Tanmateix, s'utilitza encara en entorns en què les interferències dificulten la transmissió via ràdio.